# Campionati del mondo di ciclocross 1993
I Campionati del mondo di ciclocross 1993 (en.: 1993 UCI Cyclo-cross World Championships) si sono svolti ad Azzano Decimo in Italia dal 30 gennaio al 31 gennaio 1993.  
Questa è stata l'ultima edizione in cui venne disputata la gara Dilettanti. Sono state 3 le gare in programma

## Podi
| Eventi                  | Oro               | Tempo    | Argento        | Tempo | Bronzo          | Tempo |
| Professionisti dettagli | Dominique Arnould | 1.03'17" | Mike Kluge     | a 9"  | Wim de Vos      | a 16" |
| Dilettanti dettagli     | Henrik Djernis    | 46'23"   | Ralph Berner   | a 6"  | Daniele Pontoni | a 30" |
| Junior dettagli         | Kamil Ausbuher    | 45'18"   | Jaromír Friede | a 38" | Miguel Martinez | a 51" |

## Medagliere
| Pos.   | Nazione     | Oro | Argento | Bronzo | Totale |
| ------ | ----------- | --- | ------- | ------ | ------ |
| 1      | Rep. Ceca   | 1   | 1       | 0      | 2      |
| 2      | Francia     | 1   | 0       | 1      | 2      |
| 3      | Danimarca   | 1   | 0       | 0      | 1      |
| 4      | Germania    | 0   | 2       | 0      | 2      |
| 5      | Italia      | 0   | 0       | 1      | 1      |
| 5      | Paesi Bassi | 0   | 0       | 1      | 1      |
| Totale | Totale      | 3   | 3       | 3      | 9      |